# Teretrius nigrescens
Teretrius nigrescens är en skalbaggsart som först beskrevs av Lewis 1891.  Teretrius nigrescens ingår i släktet Teretrius och familjen stumpbaggar. Inga underarter finns listade i Catalogue of Life.